# ويليام سوين لي
ويليام سوين لي (بالإنجليزية: William Swain Lee)‏ هو قاضي ومحامي أمريكي، ولد في 18 ديسمبر 1935 في فيلادلفيا في الولايات المتحدة.